# Canoagem nos Jogos Olímpicos de Verão da Juventude de 2010 - Slalom K1 feminino
As competições de slalom K1 feminino da canoagem nos Jogos Olímpicos de Verão da Juventude de 2010 foram realizadas nos dias 24 (tomada de tempo, 1ª rodada, repescagem e 3ª rodada) e 25 de agosto (quartas-de-final, semifinais e finais) no Marina Reservoir, em Singapura.

## Medalhistas
| Ouro   | AUS Jessica Fox         |
| Prata  | CZE Pavlína Zástěrová   |
| Bronze | AUT Viktoria Wolffhardt |

## Tomada de tempo
| Pos. | Atleta                   | País                    | Tempo   |
| ---- | ------------------------ | ----------------------- | ------- |
| 1    | Jessica Fox              | AUS Austrália           | 1:34.23 |
| 2    | Ajda Novak               | SLO Eslovênia           | 1:37.86 |
| 3    | Viktoria Wolffhardt      | AUT Áustria             | 1:39.13 |
| 4    | Pavlína Zástěrová        | CZE Chéquia             | 1:39.39 |
| 5    | Jazmiyne Denhollander    | CAN Canadá              | 1:41.03 |
| 6    | Nathalie Grewelding      | GER Alemanha            | 1:42.66 |
| 7    | Manon Hostens            | FRA França              | 1:44.28 |
| 8    | Nan Feng Wang            | SIN Singapura           | 1:45.09 |
| 9    | Hermien Peters           | BEL Bélgica             | 1:48.36 |
| 10   | Ben Ismail Afef          | TUN Tunísia             | 1:52.33 |
| 11   | Mariya Kichasova         | UKR Ucrânia             | 1:53.59 |
| 12   | Ida Villumsen            | DEN Dinamarca           | 1:56.17 |
| 13   | Natalia Podolskaya       | RUS Rússia              | 1:57.33 |
| 14   | Christina Pedroso        | POR Portugal            | 1:57.34 |
| 15   | María Elena Monleón      | ESP Espanha             | 1:58.49 |
| 16   | Huang Jieyi              | CHN China               | 1:58.52 |
| 17   | Aliaksandra Hryshyna     | BLR Bielorrússia        | 1:59.57 |
| 18   | Joanna Bruska            | POL Polônia             | 1:59.92 |
| 19   | Ramóna Farkasdi          | HUN Hungria             | 2:03.19 |
| 20   | Kerry Segal              | RSA África do Sul       | 2:03.42 |
| 21   | Kawtar Rimi              | MAR Marrocos            | 2:06.27 |
| 22   | Valentina Barrera        | ARG Argentina           | 2:08.59 |
| 23   | Genanilze Almeida Soares | STP São Tomé e Príncipe | 2:11.99 |

## 1ª rodada
As vencedores avançaram para a 3ª rodada juntamente com a canoísta primeira colocada na tomada de tempo. As perdedoras foram para a repescagem.
| Atleta                       | Tempo   |
| ---------------------------- | ------- |
| SLO Ajda Novakj              | 1:39.14 |
| STP Henanilze Almeida Soares | 2:11.50 |

| Atleta                  | Tempo   |
| ----------------------- | ------- |
| AUT Viktoria Wolffhardt | 1:37.12 |
| ARG Valentina Barrera   | 2:07.59 |

| Atleta                | Tempo   |
| --------------------- | ------- |
| CZE Pavlína Zástěrová | 1:38.05 |
| MAR Kawtar Rimi       | 2:09.79 |

| Atleta                   | Tempo   |
| ------------------------ | ------- |
| CAN Jazmyne Denhollander | 1:43.47 |
| RSA Kerry Segal          | 2:01.86 |

| Atleta                  | Tempo   |
| ----------------------- | ------- |
| GER Nathalie Grewelding | 1:41.60 |
| HUN Ramóna Farkasdi     | 2:04.21 |

| Atleta            | Tempo   |
| ----------------- | ------- |
| FRA Manon Hostens | 1:41.33 |
| POL Joanna Bruska | 2:05.31 |

| Atleta                   | Tempo   |
| ------------------------ | ------- |
| SIN Nan Feng Wang        | 1:47.23 |
| BLR Aliaksandra Hryshyna | 1:58.30 |

| Atleta             | Tempo   |
| ------------------ | ------- |
| BEL Hermien Peters | 1:46.14 |
| CHN Huang Jieyi    | 2:05.78 |

| Atleta                  | Tempo   |
| ----------------------- | ------- |
| TUN Ben Ismail Afef     | 1:51.48 |
| ESP María Elena Monleón | 2:00.27 |

| Atleta                | Tempo   |
| --------------------- | ------- |
| UKR Mariya Kichasova  | 1:48.71 |
| POR Christina Pedroso | 1:53.90 |

Bateria 11
| Atleta                 | Tempo   |
| ---------------------- | ------- |
| RUS Natalia Podolskaya | 1:52.23 |
| DEN Ida Villumsen      | 2:00.81 |

## 2ª rodada (repescagem)
Os três melhores tempos avançaram para a 3ª rodada.
| Atleta                       | Tempo   |
| ---------------------------- | ------- |
| BLR Aliaksandra Hryshyna     | 1:54.01 |
| STP Genanilze Almeida Soares | 2:40.07 |

| Atleta                  | Tempo   |
| ----------------------- | ------- |
| ESP María Elena Monleón | 1:57.60 |
| MAR Kawtar Rimi         | 2:05.77 |

| Atleta                | Tempo   |
| --------------------- | ------- |
| DEN Ida Villumsen     | 1:53.86 |
| ARG Valentina Barrera | 2:04.45 |

| Atleta          | Tempo   |
| --------------- | ------- |
| CHN Huang Jieyi | 1:58.94 |
| RSA Jerry Segal | 1:59.67 |

Repescagem 5
| Atleta              | Tempo   |
| ------------------- | ------- |
| POL Joanna Bruska   | 1:53.93 |
| HUN Ramóna Farkasdi | 2:00.08 |

## 3ª rodada
As vencedoras avançaram para as quartas-de-final.
| Atleta                   | Tempo   |
| ------------------------ | ------- |
| AUS Jessica Fox          | 1:37.10 |
| BLR Aliaksandra Hryshyna | 2:01.26 |

| Atleta                  | Tempo   |
| ----------------------- | ------- |
| AUT Viktoria Wolffhardt | 1:38.89 |
| POL Joanna Bruska       | 2:02.09 |

| Atleta                | Tempo   |
| --------------------- | ------- |
| CZE Pavlína Zástěrová | 1:39.88 |
| POR Christina Pedroso | 1:54.18 |

| Atleta            | Tempo   |
| ----------------- | ------- |
| SLO Ajda Novak    | 1:38.23 |
| DEN Ida Villumsen | 1:54.23 |

| Atleta                 | Tempo   |
| ---------------------- | ------- |
| FRA Manon Hostens      | 1:45.35 |
| KAZ Natalia Podolskaya | 1:56.18 |

| Atleta                  | Tempo   |
| ----------------------- | ------- |
| GER Nathalia Grewelding | 1:44.47 |
| TUN Ben Ismail Afef     | 2:00.26 |

| Atleta                   | Tempo   |
| ------------------------ | ------- |
| CAN Jazmyne Denhollander | 1:42.85 |
| UKR Mariya Kichasova     | 1:48.55 |

| Atleta             | Tempo   |
| ------------------ | ------- |
| BEL Hermien Peters | 1:46.85 |
| SIN Nan Fend Wang  | 1:51.87 |

## Quartas-de-final
As vencedoras avançaram para as semifinais.
| Atleta             | Tempo   |
| ------------------ | ------- |
| AUS Jessica Fox    | 1:34.62 |
| BEL Hermien Peters | 1:46.52 |

| Atleta            | Tempo   |
| ----------------- | ------- |
| SLO Ajda Novak    | 1:39.54 |
| FRA Manon Hostens | 1:46.83 |

| Atleta                  | Tempo   |
| ----------------------- | ------- |
| AUT Viktoria Wolffhardt | 1:39.00 |
| GER Nathalia Grewelding | 1:43.94 |

| Atleta                   | Tempo   |
| ------------------------ | ------- |
| CZE Pavlína Zástěrová    | 1:37.31 |
| CAN Jazmyne Denhollander | 1:43.05 |

## Semifinais
Os vencedores avançaram para a final e os pededores para a disputa do bronze.
| Atleta          | Tempo   |
| --------------- | ------- |
| AUS Jessica Fox | 1:37.30 |
| SLO Ajda Novak  | 1:45.06 |

| Atleta                  | Tempo   |
| ----------------------- | ------- |
| CZE Pavlína Zástěrová   | 1:37.02 |
| AUT Viktoria Wolffhardt | 1:38.23 |

## Finais
| Pos.             | Atleta                | Tempo   |
| ---------------- | --------------------- | ------- |
| Medalha de ouro  | AUS Jessica Fox       | 1:33.64 |
| Medalha de prata | CZE Pavlína Zástěrová | 1:40.79 |

| Pos.              | Atleta                  | Tempo   |
| ----------------- | ----------------------- | ------- |
| Medalha de bronze | AUT Viktoria Wolffhardt | 1:37.43 |
| 4                 | SLO Ajda Novak          | 1:37.44 |